# Altavilla Silentina

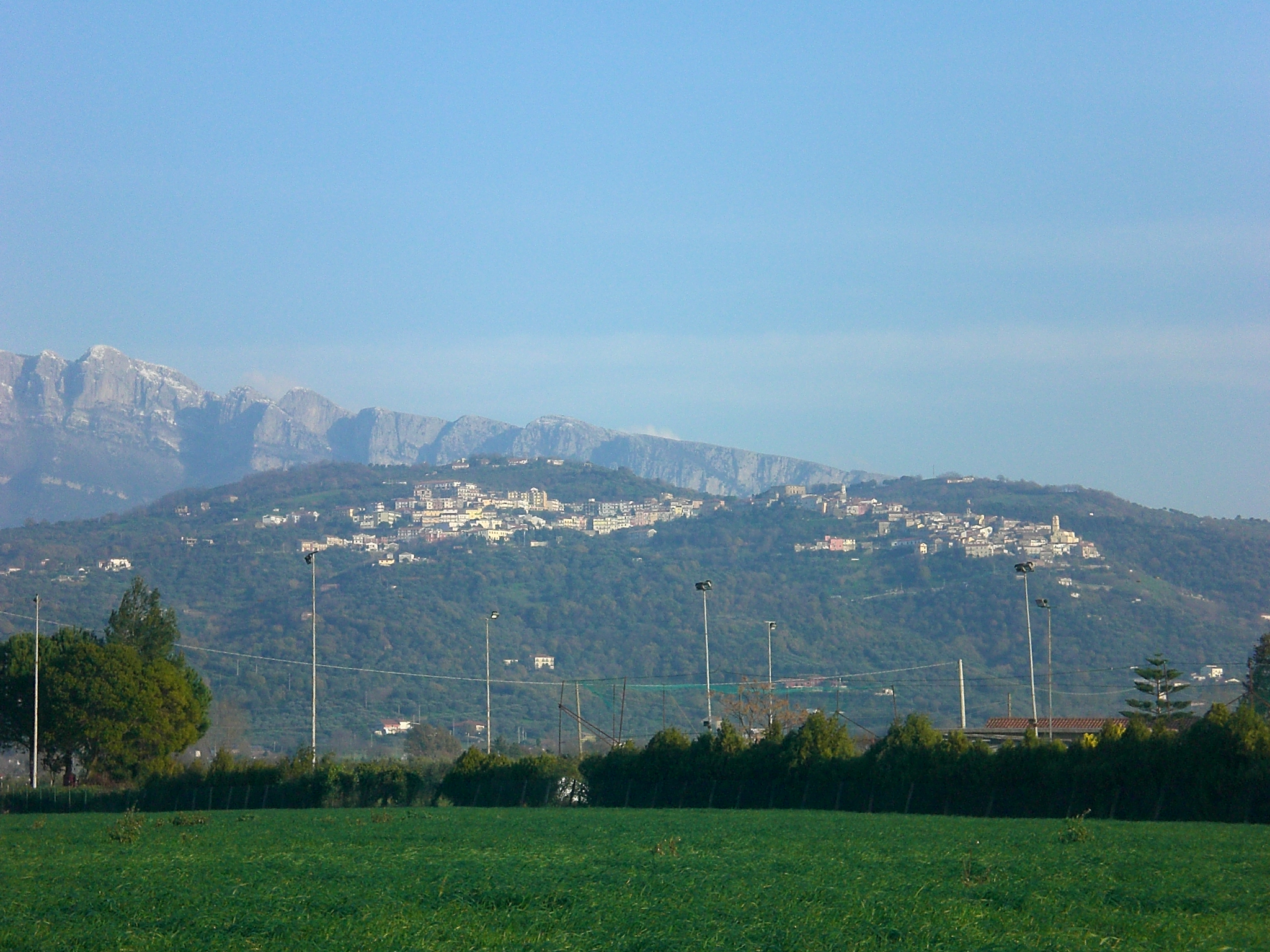
Altavilla Silentina

Altavilla Silentina ist eine italienische Gemeinde mit 7010 Einwohnern (Stand 31. Dezember 2023) in der Provinz Salerno in der Region Kampanien.

## Geografie
Die Nachbargemeinden sind Albanella, Castelcivita, Controne, Postiglione und Serre. Die Ortsteile heißen Borgo Carillia, Cerrelli und Cerrocupo. Der Ort gehört zur Comunità Montana del Calore Salernitano.